# Ле Бри, Режис
Режис Ле Бри (фр. Régis Le Bris; род. 6 декабря 1975, Пон-л'Аббе, Финистер) — французский футболист, игравший на позиции защитника. Главный тренер клуба «Сандерленд».

## Биография

### Карьера
Выступал во французских клубах «Ренн» (в Дивизионе 1) и «Лаваль» (в Дивизионе 2), не являясь твёрдым игроком основного состава. Завершил карьеру игрока в возрасте 27 лет в клубе второго бельгийского дивизиона «Ронсе» из одноимённого города.
С 2003 по 2004 год работал тренером с юношами команды «Васкеаль» из одноимённого французского города. Затем перешёл в тренировочный центр «Ренна», где в течение следующих восьми лет возглавлял команды игроков до 15 и до 19 лет. Закончил Университет Ренн II Верхней Бретани.
В 2012 году перебрался в «Лорьян», возглавив тренировочный центр клуба в качестве директора, также тренировал команду игроков до 17 лет и вторую команду клуба.
С сезона 2022/23 — главный тренер «Лорьяна». 1 июля 2024 года приступит к обязанностям главного тренера английского «Сандерленда».

### Достижения
Игрока
- 2-е место на международном турнире в Монтегюfr: 1991 (сборная Франции (до 15 лет)[7][8]

Тренера
- Победитель молодёжного чемпионата Франции (до 18)fr: 2007 («Ренн»)
- Победитель кубка Гамбарделлыfr: 2008 («Ренн»)
- Победитель молодёжного чемпионата Франции (до 17)fr: 2015 («Лорьян»)

## Родственные связи
Младший брат Бенуа (род. 1976) и племянник Тео (род. 2002) — также футболисты.